# Nitrofurantoïna
La nitrofurantoïna és un medicament antibacterià utilitzat per tractar les infeccions del tracte urinari, però no és tan eficaç per a les infeccions renals. Es pren per la boca. Comercialitzat a Espanya com a Furantoina.
Els efectes secundaris habituals inclouen nàusees, pèrdua de gana, diarrea i mal de cap. Poques vegades es poden produir trastorns de la sensibilitat, problemes pulmonars o problemes hepàtics. No s'ha d'utilitzar en persones amb problemes renals. Tot i que sembla que en general és segur durant l'embaràs, no s'ha d'utilitzar prop del part. Tot i que normalment funciona alentint el creixement bacterià, pot provocar la mort bacteriana a les altes concentracions que es troben a l'orina.
La nitrofurantoïna es va vendre per primera vegada el 1953. Està a la Llista de medicaments essencials de l'Organització Mundial de la Salut.